# Harfist
Harfist je glasbenik, izvajalec na brenkalni instrument, imenovan harfa.